# クリステル・フォーグレサング
クリステル・フォーグレサング（Arne Christer Fuglesang、1957年3月18日 - ）は、スウェーデン人初の宇宙飛行士。
2006年12月10日 01:47 GMT 打ち上げの STS-116 ミッションに参加。

## 生い立ち
- 1957年、ストックホルム（スウェーデン）で、スウェーデン人の母、ノルウェー人の父の元に誕生
- 1981年、王立工科大学 (KTH) ；工学物理学修士
- 1987年、ストックホルム大学；素粒子物理学博士
- 1991年、ストックホルム大学講師（素粒子物理学）

## キャリア
大学院生時に "CERN" (欧州原子核研究機構, ジュネーヴ) で勤務
- 1992年5月、ESA (欧州宇宙機関) に所属、ESAとロシア 共同の ミール での計画を視野に入れた訓練を行う

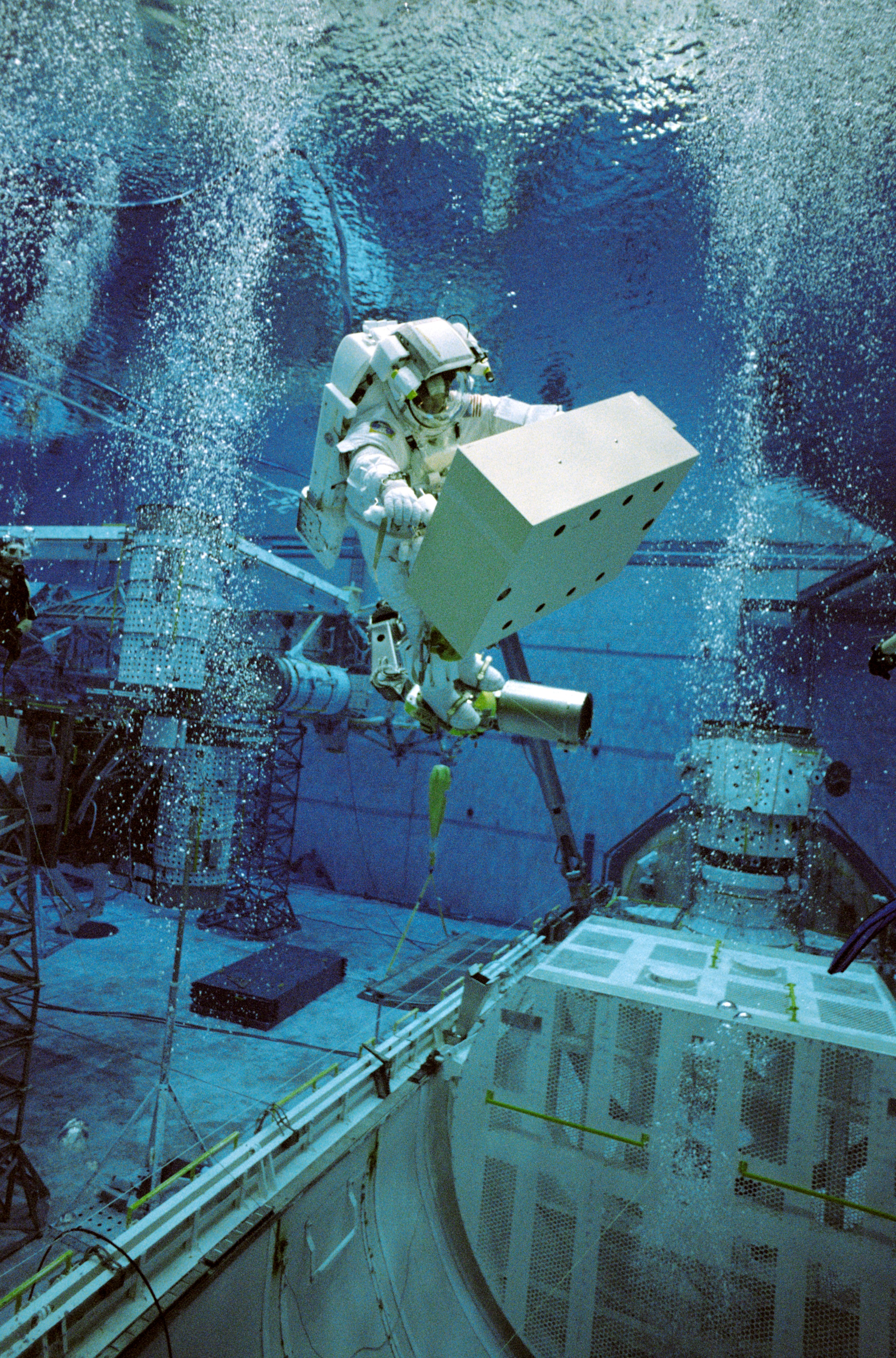
Christer Fuglesang practicing underwater EVA simulation for STS-116.

- 1996年8月、NASA ジョンソン宇宙センター（ヒューストン）、ミッション・スペシャリスト・クラスに所属

## トリヴィア
- 1978年のスウェーデンフリスビーチャンピオン（最長滞空時間）だった
- 家族名 Fuglesang は、ノルウェー語で "鳥の歌" を意味する（スウェーデン語表記：Fågelsång ）
- 1999年、ウメオ大学（ウメオ, スウェーデン）より名誉博士号授与
- 無神論者.  Atlantseglaren från Bromma vill tänja gränsen mot rymden, Dagens Nyheter 10/12 2006